# Zlatoustove, Berezivka
Zlatoustove (în ucraineană Златоустове) este un sat în comuna Berezivka din raionul Berezivka, regiunea Odesa, Ucraina.

## Demografie
Componența lingvistică a localității Zlatoustove
     Ucraineană (95,05%)
     Rusă (2,86%)
     Alte limbi (1,9%)
Conform recensământului din 2001, majoritatea populației localității Zlatoustove era vorbitoare de ucraineană (95,05%), existând în minoritate și vorbitori de rusă (2,86%).